# الحديقة اليسوعية
الحديقة اليسوعية، والمعروفة أيضًا باسم منتزه غيتاوي Geitawi Garden، هي حديقة عامة في منطقة الرميل في بيروت، تقع في منطقة الرميل شارع موسكو، تغطي حوالي 44000 متراً مربعاً.

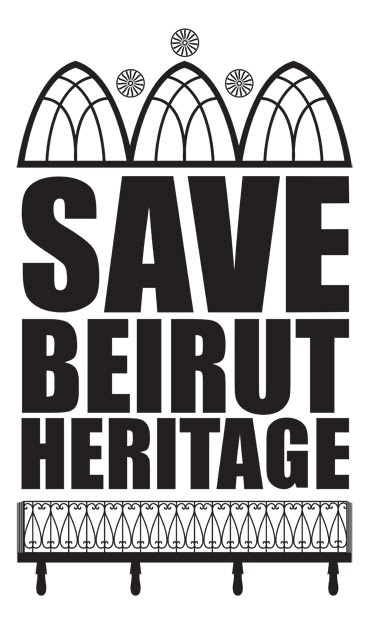
Save Beirut Heritage Logo جمعية صيانة تراث بيروت والخط الأخضر من جمعيات المجتمع المدني التي تدخلت لإنقاذ الحديقة اليسوعية من الهدم وتعويضها بموقف سيارات لأغراض ربحية اقتصادية أكثر منها بيئية صحية جمالية

## الخط الأخضر وانتصار الأوكسجين على الخطر المحدق بازالة الحديقة لصالح موقف سيارات
في العام 2013، أريد إزالة الحديقة من قبل بلدية بيروت من أجل إنشاء موقف سيارات جديد تحت الأرض كجزء من مشروع تمديد الطريق السريع. تسبب مشروع موقف السيارات في ضجة كبيرة بين السكان ونشطاء المجتمع المدني والبيئة، الذين نظموا مظاهرة يوم السبت 15 يونيو 2013. بحضور أكثر من ثلاثمائة شخص للتعبير عن رفضهم لمخطط البلدية. حضرت مجموعات مختلفة ومنظمات غير حكومية مختلفة وأبدت قلقها، بما في ذلك منظمة الخط الأخضر، وبلادي، وصون تراث بيروت، وجمعية حماية التراث اللبناني. حيث تم التوضيح للمسؤولين بحجج علمية وبيئية كيف أن أعمال البناء المخطط لها بإزالة الحديقة وتعويضه بموقف سيارات، ستلحق أضراراً بالأشجار والحاجة الماسة للمساحات الخضراء في بيروت كمصانع أوكسيجينية في ظل ارتفاع نسبة التلوث، فالحديقة تعتبر إحدى المساحات الخضراء القليلة المتبقية في بيروت. إذ تعتبر حدائق المساحات الخضراء والمشجرة جزءا أساسياً يتضمنه التخطيط العمراني المتطور والناجح في تصميمهم أحياء المدن، ذلك أن أكثر سكان المدينة يقطنون في شقق سكنية ويحتاجون للانطلاق في متنفسات خضراء مِصفاة المدينة أمام تصاعد خطورة التلوت في المدينة الحديثة، كل المجالات خضراء تضعها بلديات المدن في خدمة العموم لها دور حساس في التنفيس عن المدينة من ضغوط حركة النقل بالطاقة الأحفورية، حيث تنشر الأوكسجين وتحد من ثاني غاز الكربون، علاوة على دورها في تحسين الوجه الجمالي للمدينة. وفي هذا الإطار تحتاج بيروت بدرجة ماسة كمدينة مليونية وأكبر مدن لبنان للمساحات الخضراء، سواء لدورها من حيث الصحة وتنقية الهواء في إطار محاربة التلوث أو من حيث الاعتبار الجمالي المنظر العام لبيروت، كمدينة ووجه ثقافي وسياحي عريق في منطقة الشام

## طالع
- قائمة منتزهات بيروت
- قائمة شوارع بيروت